# Кетіашу
Кетіашу (рум. Cătiașu) — село у повіті Бузеу в Румунії. Входить до складу комуни Кіожду.
Село розташоване на відстані 106 км на північ від Бухареста, 54 км на північний захід від Бузеу, 140 км на захід від Галаца, 56 км на південний схід від Брашова.

## Населення
За даними перепису населення 2002 року у селі проживала 471 особа, усі — румуни. Усі жителі села рідною мовою назвали румунську.